# 單鞭毛生物
無定形生物（學名：Amorphea）傳統上稱為單鞭毛生物（學名：Unikonta），是指细胞具有单個鞭毛的真核生物及其所有後代。研究顯示單鞭毛生物可能是變形蟲与後鞭毛生物（动物和真菌及其近缘类群）的祖先，而雙鞭毛生物（真核細胞具有兩個鞭毛的生物）則是泛植物（植物及其近缘类群）、古虫、有孔虫和囊泡藻等生物的祖先。
国际原生生物物学家协会（英文：International Society of Protistologists）在2012年建议将“Unikonta”（單鞭毛生物）一词更改为“Amorphea”（無定形生物），因为前者基於一种假想的共有衍徵，而這一共有衍徵已被提出废除。

## 特徵

### 酶
單鞭毛生物中存在一個三基因的融合：与嘧啶生物合成的有关的氨甲酰磷酸合成酶Ⅱ（C）、天冬氨酸转氨甲酰酶（A）和二氫乳清酸酶（D）融合成了一个CAD基因，而這三個基因在原核生物或雙鞭毛生物中是单独表达的。這必定包含有兩次的融合，一對很稀少的事件，使之成為了後鞭毛生物和變形蟲的共同祖先。

### 中心粒
英国原生生物學家卡弗利爾-史密斯等人曾认为單鞭毛生物的共同祖先有單一個中心粒，然而最近的观点是單鞭毛生物的共同祖先是有兩個中心粒但只有一条鞭毛的生物，双中心粒（如动物细胞内由两个中心粒组成的中心体）的來源和雙鞭毛生物上的不同，為趋同演化的一種。

## 外部連結
- 维基共享资源上的相關多媒體資源：單鞭毛生物
- 維基物種上的相關：單鞭毛生物
- Tree of Life.org: Eukaryotes（页面存档备份，存于）